# Lago Manyara
El lago Manyara (del inglés: Manyara Lake) es un lago poco profundo, salino y endorreico de África, localizado en la rama Natron-Manyara-Balangida del Rift de África Oriental, en la región de Arusha del norte de Tanzania. Tiene 231 km², con una longitud de 50 km y una anchura de 16 km y está situado a unos 600 m. Tiene una gran diversidad de paisajes y en sus orillas habitan búfalos, elefantes, leones, leopardos, y un gran número de aves.
En el lago se estableció en 1960 el parque nacional del Lago Manyara y en 1981 también una reserva de la biosfera.
El primer europeo que avistó el lago fue el explorador austriaco Oscar Baumann (1864–1899) en la llamada «Expedición Masai» de 1891-1893.

## Etimología
El nombre Manyara proviene de la palabra masái emanyara, que es una especie de planta euphorbia que se cultiva en un cerco alrededor de una granja familiar (Euphorbia tirucalli).[cita requerida] El nombre «es una descripción masai no del lago, sino en general de una región a orillas de un lago».

## Descripción
El lago se formó hace más de dos millones de años, cuando las aguas llenaron las tierras bajas después de la formación del Gran Valle del Rift. El lago contiene grandes cantidades de sal y fosfato. En la región se recogen de promedio unos 650 mm de precipitación, con la temporada de lluvias dividida en dos partes: de noviembre a diciembre y de febrero a abril. En los años de sequía, el lago está casi completamente seco. La temperatura media anual de  22 °C.

## Naturaleza

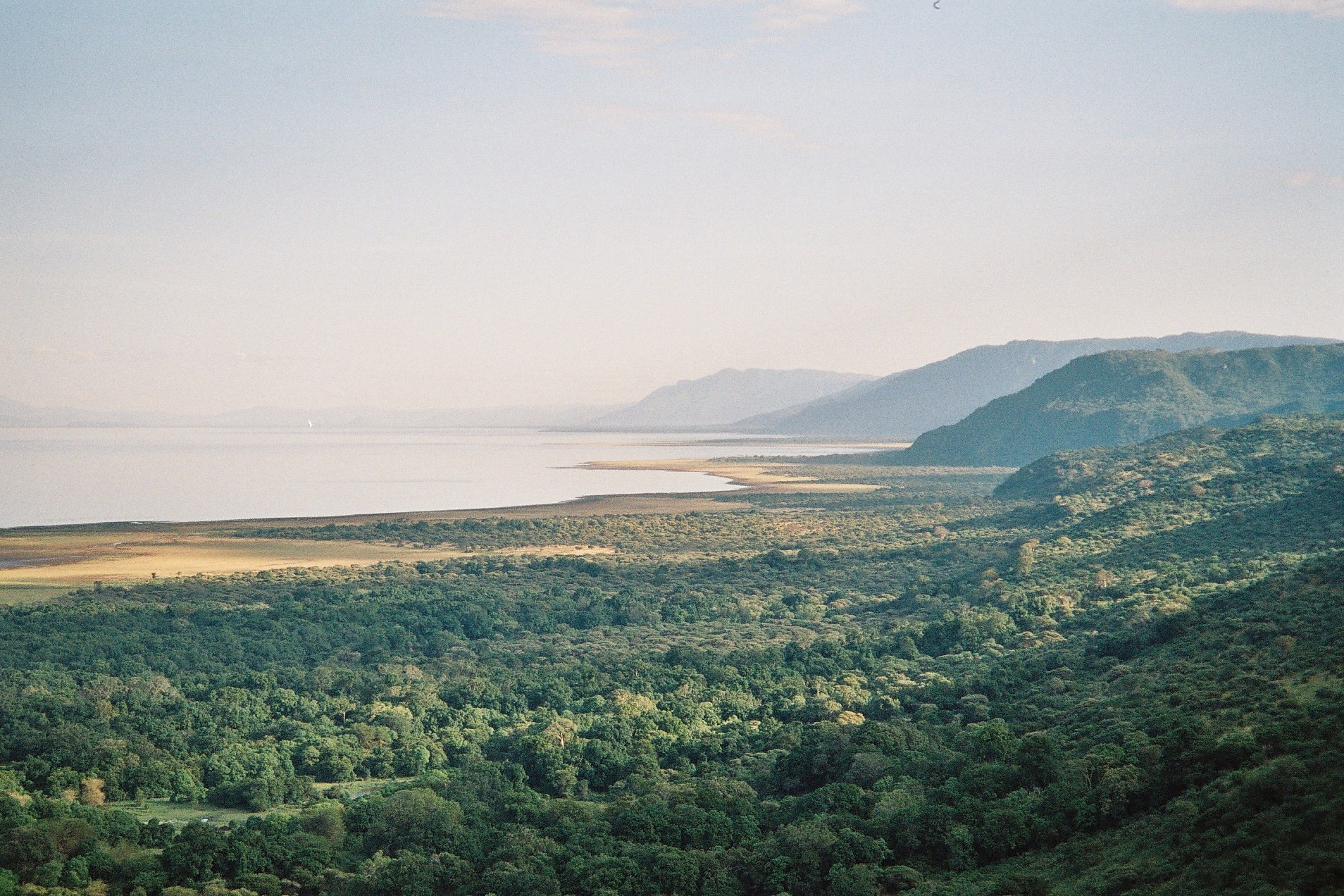
Vista del lago Manyara en el norte de Tanzania. El lago se ve desde el borde del Gran Rif. En la parte inferior de la imagen, la pequeña porción de bosque tropical es parte del Parque Nacional del Lago Manyara.

De los 329 km² del parque nacional del Lago Manyara, las aguas alcalinas del lago (con un pH cercano a 9,5) cubren aproximadamente 231 km², aunque el área y el pH varían ampliamente con las estaciones, y en los períodos de sequía quedan expuestas grandes áreas de marismas. Aunque es conocido por los babuinos, el lago y sus alrededores son también el hogar de herbívoros, como hipopótamos, impalas, ñus, elefantes, búfalos, jabalíes y jirafas. Los Ficus gigantes y caobas que se ven en el bosque de aguas subterráneas inmediatamente alrededor de las puertas del parque se nutren de los manantiales subterráneos que se reponen continuamente desde el macizo del Ngorongoro, justo encima de la cuenca Manyara. Alejándose del bosque, ya a las afueras del lago Manyara, están las planicies de inundación. Hacia el sur se ven bosques de acacias. Los leopardos, aunque en abundancia, son difíciles de ver, al igual que otros carnívoros esquivos, como los leones, en este parque. El lago Manyara ofrece oportunidades para los ornitólogos entusiastas para ver y observar más de 300 aves migratorias, incluyendo flamencos, águilas crestilargas (Lophaetus occipitalis) y martines cazador de cabeza gris (Halcyon leucocephala).
Con una puerta de entrada que también funciona como salida, la pista del parque nacional del Lago Manyara es efectivamente un bucle que se puede recorrer en jeep en un par de horas, observando y disfrutando de la diversidad de flora y fauna. El escarpe del valle del Rift constituye un hito notable y ofrece un telón de fondo espectacular al lago Manyara.
Al este del lago Manyara se encuentra el corredor de vida salvaje Kwakuchinja. El corredor permite a los animales salvajes migrar entre áreas dispersas y parques, como el parque nacional de Tarangire, en el sureste, el propio lago Manyara, al oeste, y el valle del Rift, el macizo del Ngorongoro y el parque nacional Serengueti, al norte. En el corredor Kwakuchinja hay varios pueblos localizadso a la orilla del lago, como Ol Tukai Village y Esilalei.
Más allá del lago y fuera de las tierras de los poblados, se encuentra el Rancho Manyara, con 17.800 hectáreas, de las que 14.160 comprenden el Ranch Conservancy Manyara. Se trata de un proyecto pionero de conservación y turismo que contó con el apoyo de la African Wildlife Foundation, el Tanzania Land Conservation Trust y el Conservancy Manyara Ranch. Aunque no es un parque, este rancho es frecuentado por aninmales salvajes que viven en él o migran, incluyendo elefantes, leones, búfalos, leopardos y antílopes, los más comunes. Aunque rara vez se ve en los parques,  el Lesser Kudu si es residente habitual en el rancho.
Según Ernest Hemingway, que describió su safari en esta área en la novela Green Hills of Africa, era el «más bello [lago]... de África».

## Imágenes

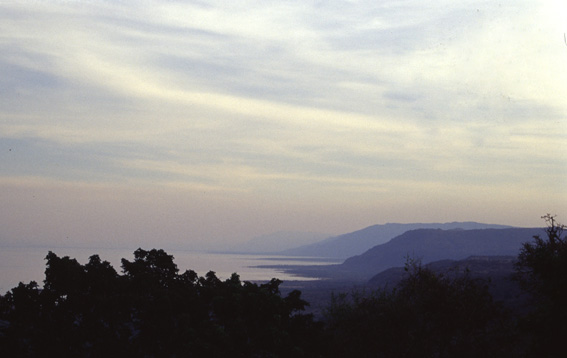
El lago Manyara desde los acantilados.
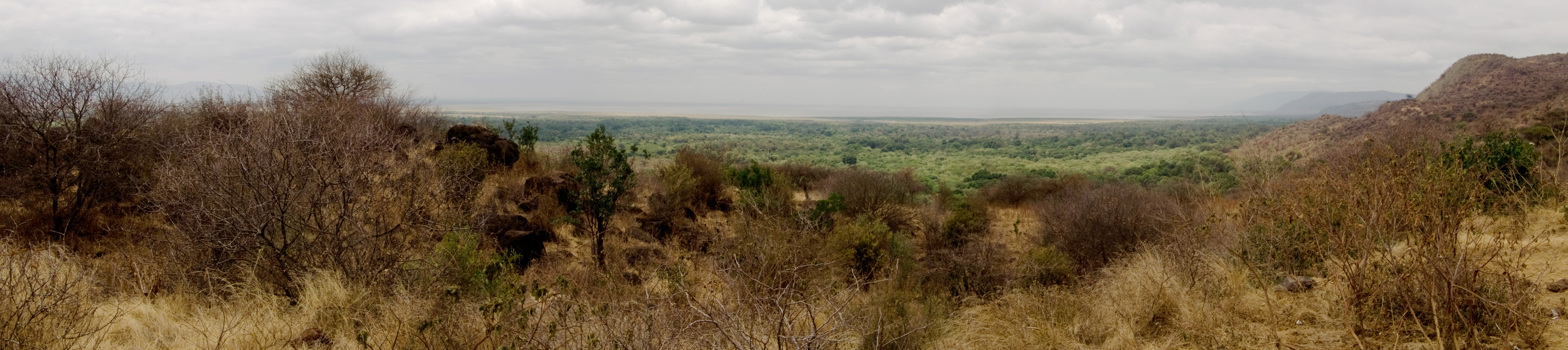
Panorámica.